# Bliksmose
Bliksmose (dansk) eller Blixmoor (tysk) er et 12 ha stor moseområde beliggende i et let kuperet landskab øst for Flensborg ved landsbyen Ves i Munkbrarup Sogn. Området består af en højmose med variationer af overgangsmose mod vest med delvis åben vandflade. Mosen, der er dannet i et dødisområde fra sidste istid, er i dag omgivet af skov til alle sider. Mosen har en stor betydning som levested for flere planter og dyre. I nordvest står dun-birke nærmest vandhullet. Der findes plantearter som tørvemos og bukkeblad. Mosens opland er på cirka 20 ha. Tæt ved Bliksmose går der et vandskel mellem Tarup Bæk i vest og Brarup Å (Ryde Bæk) i øst. Frem til 1800-tallet blev der gravet eller skrabet tørv til brændsel. Bliksmose er sammen med den omgivende Vesris Skov og Dolsvraa udpeget som habitatområde, og udgør det omtrent 29 ha store Natura 2000-område FFH-Gebiet Blixmoor. I området var eller er der flere moser som Bøllemose (på dansk også Byllemose, Büllemoos) med Hjortkule i vest, Lundsmose (Lundmoor) i nord, Svedenmose (Schweinemoor) i nordvest, Præste- el. Præstensmose i nordøst, Tornbjergmose (Tornbergmoor) og Nedermose (Neddermoor) i vest.
Navnet Bliksmose er første gang dokumenteret 1779 i betydning åbning i en skov. Mod vest ved Tved findes tilsvarende en Blikskov. Navnet er afledt af medelnedertysk og nordisk blik for noget, der blinker eller er lyst i sammenligning med omgivelserne. På dansk blev mosen også omtalt som Kongens Mose.